# Secret Maryo Chronicles
 Secret Maryo Chronicles – gra komputerowa z gatunku platformówek, wzorowana na Super Mario Bros, wydana jako open-source. Gra zawiera również wbudowany edytor – by się do niego dostać, należy w trakcie gry nacisnąć klawisz F8

## Rozgrywka
Rozgrywka w grze jest bardzo zbliżona do Super Mario Bros, z podobnym widokiem i zasadami – gracz kieruje bohaterem, Maryo, rozbija cegły, zbiera monety, oraz unika przeciwników, ewentualnie skacze po nich by ich wyeliminować lub używa którejś ze specjalnych zdolności. Gra zawiera pięć zróżnicowanych światów.